# Варан
Варан (Varanus) — рід ящірок із родини варанових (Varanidae), єдиний сучасний рід цієї родини.

## Еволюція
У кінці крейдяної ери, варанів або їхні близькі родичі, як вважають, розвинулися в земноводних, а потім повністю морські форми, мозазаврових, які досягали довжини до 17 м. В епоху плейстоцену, гігантські варани жили в Південно-Східній Азії та Австралії, найбільш відомих викопних, що є мегаланія (Varanus priscus або Megalania prisca). Цей вид є знаковим членом плейстоцену мегафауни Австралії, найнедавніші викопні останки датуються у близько 50000 років тому.
Скам'янілості цього роду включають 35 європейських місцевостей, від раннього міоцену до пліоцену. Такі європейські види були описані: Varanus atticus (пізній міоцен, Греція); Varanus deserticolus (міоцен, Угорщина); Varanus hoffmanni (від середнього до пізнього міоцену, Австрія, Франція, Німеччина, Угорщина, Іспанія, Молдова); Varanus lungui (середній міоцен, Молдова); Varanus marathonensis (від пізнього міоцену до пліоцену, Греція, Угорщина); Varanus semjonovi (пізній міоцен, Україна) і Varanus tyrasiensis (середній міоцен, Молдова). За винятком Varanus marathonensis всі ці види були описані на основі ізольованих хребців, які не забезпечують діагностичних критеріїв, отже, повинні розглядатися потенційно синонімами інших видів, або навіть не належати до роду Varanus. З іншого боку, V. marathonensis був описаний на основі черепного матеріалу, який досить докладно описаний, щоб забезпечити визнання відповідних морфологічних ознак.

## Поширення
Варани зустрічаються в тропіках і субтропіках Африки й Азії, на островах Малайзії та Індонезії, у Папуа Новій Гвінеї та Австралії (де живе близько половини видів). Варани займають широкий діапазон середовищ існування, а також можуть бути деревними, наземними, мати підземне житло, жити серед каменів, бути в першу чергу водними або морськими.

## Опис
Розміри тіла — від дрібних до великих. Найменшим є вид Varanus brevicauda завдовжки до 20 см й вагою 20 гр, найбільшим є Varanus komodoensis, який у середньому понад 2 м завдовжки й вагою 70 кг. Це міцні, денні тварини з довгими неавтотомними хвостами, довгими шиями, трикутною головою і роздвоєним язиком, що нагадує зміїний. Варани мають дев'ять шийних хребців. Всі види варана є м'ясоїдними тваринами (за винятком видів, які також живляться фруктами). Вони мають потужні щелепи й гострі кігті. Варани яйцекладні, мають зовнішні вуха та повіки. Деякі варани, в тому числі комодський, здатні до партеногенезу. Обмеження Керрієра не діє на варанів.

## Зв'язки з людиною

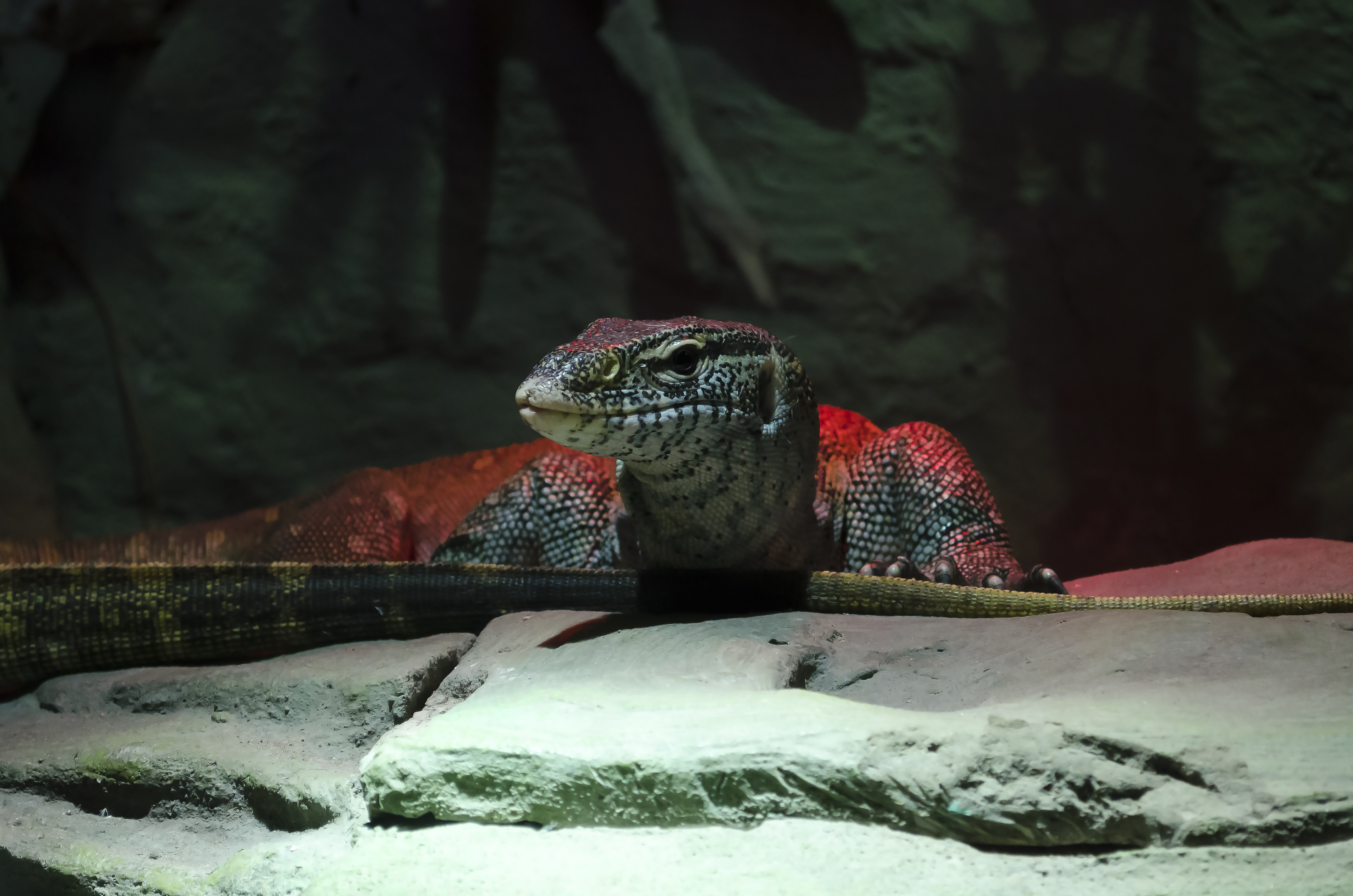
Варан бенгальський (Varanus bengalensis) у Київському зоопарку

Варани представлені в давньоіндійському та австралійському мистецтвах, і вони поширені у фольклорі й системі забобонів у регіонах, де проживають. Деякі види Varanus мають економічне значення для людини, використовуються їхні шкурки та інші частини тіла в для народної медицини. Варанів їдять люди в Африці, Азії й Австралії. Деякі види, як видається, в стані занепаду, в основному від руйнування місця існування, а не прямої експлуатації, але варани, які риються в смітті й підбирають падло процвітають в присутності людських спільнот.
Всі ендемічні австралійські види занесені в списки СІТЕС. Загалом, з-поміж 74 видів, занесених до списку МСОП, 1 вид — на межі зникнення, 9 — під загрозою вимирання, 2 — уразливі, 2 — близькі до загрозливого стану, для 10 — даних недостатньо.
Варанів використовують також як домашніх улюбленців. Найчастіше утримують степового й карликових варанів Акі через їхні відносно невеликі розміри, низьку вартість та відносно спокійну вдачу.

## Види
1. Varanus acanthurus
2. Varanus albigularis
3. Varanus auffenbergi
4. Varanus bangonorum
5. Varanus baritji
6. Varanus beccarii
7. Varanus bengalensis
8. Varanus bennetti
9. Varanus bitatawa
10. Varanus boehmei
11. Varanus bogerti
12. † Varanus bolkayi
13. Varanus brevicauda
14. Varanus bushi
15. Varanus caerulivirens
16. Varanus caspius
17. Varanus caudolineatus
18. Varanus cerambonensis
19. Varanus citrinus
20. Varanus colei
21. Varanus cumingi
22. Varanus dalubhasa
23. † Varanus darevskii
24. Varanus doreanus
25. Varanus douarrha
26. Varanus dumerilii
27. Varanus eremius
28. Varanus exanthematicus
29. Varanus finschi
30. Varanus flavescens
31. Varanus giganteus
32. Varanus gilleni
33. Varanus glauerti
34. Varanus glebopalma
35. Varanus gouldii
36. Varanus griseus
37. Varanus hamersleyensis
38. † Varanus hoffmanni
39. † Varanus hooijeri
40. Varanus indicus
41. Varanus insulanicus
42. Varanus jobiensis
43. Varanus juxtindicus
44. Varanus keithhornei
45. Varanus kingorum
46. Varanus komodoensis
47. Varanus kordensis
48. Varanus lirungensis
49. Varanus louisiadensis
50. † Varanus lungui
51. Varanus mabitang
52. Varanus macraei
53. † Varanus marathonensis (syn. Varanus atticus)
54. Varanus marmoratus
55. Varanus melinus
56. Varanus mertensi
57. Varanus mitchelli
58. † Varanus mokrensis
59. Varanus nebulosus
60. Varanus nesterovi
61. Varanus niloticus
62. Varanus nuchalis
63. Varanus obor
64. Varanus ocreatus
65. Varanus olivaceus
66. Varanus ornatus
67. Varanus palawanensis
68. Varanus panoptes
69. Varanus pilbarensis
70. Varanus prasinus
71. Varanus primordius
72. † Varanus priscus
73. † Varanus pronini
74. Varanus rainerguentheri
75. Varanus rasmusseni
76. Varanus reisingeri
77. Varanus rosenbergi
78. Varanus rudicollis
79. † Varanus rusingensis
80. Varanus salvadorii
81. Varanus salvator
82. Varanus samarensis
83. Varanus scalaris
84. † Varanus semjonovi
85. Varanus semiremex
86. Varanus semotus
87. Varanus similis
88. Varanus sparnus
89. Varanus spenceri
90. Varanus spinulosus
91. Varanus storri
92. Varanus tanimbar
93. Varanus telenesetes
94. Varanus timorensis
95. Varanus togianus
96. Varanus tristis
97. Varanus tsukamotoi
98. † Varanus tyrasiensis
99. Varanus varius
100. Varanus yemenensis
101. Varanus yuwonoi
102. Varanus zugorum